# Шедде
«Шедде», или «Шадда» (азерб. Şəddə) — азербайджанские безворсовые ковры, входящие в карабахскую группу Карабахского типа. Эти ковры производились главным образом в Нахичевани, в Агджабединском, Агдамском, Кубатлинском и Джебраильском районах Азербайджана.

## Художественные особенности
Ковры Шедде изготовляются способом сложного обматывания. Художественная композиция этих ковров, а также составляющие её детали и элементы, имеют сложную форму. В начале XX века старейшие ковроткачи и ковроведы называли этот тип ковров «шадра» или «шатра». Слово «шедде» представляет собой искаженную форму слов «шатрандж» или «шадвард». Различают два варианта композиции ковров Шедде.

### Первый вариант

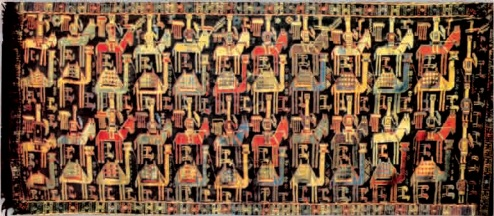
Ковер «Шедде» XVII века

В первом варианте композиция ковры состоит из различных сюжетов. Основной сюжет — караваны верблюдов и лошадей, выстроенных в ряд. Характерным элементом сюжетных Шедде являются фигуры перевозчиков и погонщиков верблюдов, находящихся перед караванами верблюдов и лошадей. У всадников на левой руке охотничья птица — сокол, а в правой руке верёвка, привязанная к ошейнику гончей собаки. Это — сцена охоты. Следует отметить, что все люди в серединном поле изображаются в анфас, а животные — в профиль. В редких случаях Шедде с сюжетным рисунком ткутся по особому заказу. В Джебраильском районе иногда встречались такие Шедде, сотканные из шёлка.

### Второй вариант
Второй вариант Шедде составляют ковры с орнаментальным узором. Эти узоры образуются раппортами малого расстояния. Общим элементом этих узоров является изображение летящего удода, который дан в анфас. Такие композиции встречаются и в карабахских зили.
До недавнего времени производились также шедде, серединное поле которых состояло из клеток наподобие шахматных.